# Nāḩiyat Markaz Ḩimş
Nāḩiyat Markaz Ḩimş (arabiska: ناحية مركز حمص) är ett subdistrikt i Syrien.   Det ligger i provinsen Homs, i den centrala delen av landet, 140 km norr om huvudstaden Damaskus.
Omgivningarna runt Nāḩiyat Markaz Ḩimş är i huvudsak ett öppet busklandskap. Runt Nāḩiyat Markaz Ḩimş är det glesbefolkat, med 14 invånare per kvadratkilometer.